# Hans-Ulrich Musolff
Hans-Ulrich Musolff (* 11. Februar 1956 in Münster) ist ein deutscher Bildungshistoriker.

## Leben
Von 1975 bis 1982 studierte er an der Universität Münster Deutsch, Geschichte und Erziehungswissenschaft. Von 1982 bis 1983 absolvierte er den Vorbereitungsdienst am Bezirksseminar I für das Lehramt am Gymnasium/S II, Wuppertal. Er legte 1983 die zweite Staatsprüfung Lehramt Sekundarstufe II Deutsch, Geschichte, 1985 die Erweiterungsprüfung Lehramt Sekundarstufe II Philosophie, 1986 die Erweiterungsprüfung Lehramt Sekundarstufe II Pädagogik und 1989 die Doktorprüfung der Philosophischen Fakultät der WWU Münster ab. Nach der Habilitation 1996 an der Fakultät für Pädagogik der Universität Bielefeld (Venia Legendi: Allgemeine Pädagogik) wurde er zum Privatdozenten für Erziehungswissenschaft ernannt. Von 2010 bis 2022 war er mit dem Schwerpunkt Historische Schul- und Curriculumforschung an der Universität Münster tätig.
Seine Forschungsschwerpunkte sind Geschichte der Pädagogik im 16., 17. und 18. Jahrhundert.

## Schriften (Auswahl)
- Bildung. Der klassische Begriff und sein Wandel in der Bildungsreform der sechziger Jahre. Weinheim 1989, ISBN 3-89271-152-6.
- Erziehung und Bildung in der Renaissance. Von Vergerio bis Montaigne. Köln 1997, ISBN 3-412-03697-8.
- mit Stephanie Hellekamps: Die gerechte Schule. Eine historisch-systematische Studie. Köln 1999, ISBN 3-412-05699-5.
- mit Stephanie Hellekamps: Die Bildung und die Sachen. Zur Hermeneutik der modernen Schule und ihrer Didaktik. Berlin 2003, ISBN 3-631-39942-1.
- mit Anja-Silvia Göing (Hg.): Anfänge und Grundlegungen moderner Pädagogik im 16. und 17. Jahrhundert. Köln, Weimar, Wien 2003 (Beiträge zur historischen Bildungsforschung), ISBN 3-412-07503-5.
- mit Alwin Hanschmidt (Hg.): Elementarbildung und Berufsausbildung 1450–1750. Köln, Weimar, Wien 2005 (Beiträge zur historischen Bildungsforschung), ISBN 3-412-22605-X.
- mit Juliane Jacobi, Jean-Luc Le Cam (Hg.): Säkularisierung vor der Aufklärung? Bildung, Kirche und Religion 1500–1750. Köln, Weimar, Wien 2008 (Beiträge zur historischen Bildungsforschung), ISBN 978-3-412-20033-6.
- mit Stephanie Hellekamps (Hg.): Zwischen Schulhumanismus und Frühaufklärung. Zum Unterricht an westfälischen Gymnasien 1600–1750. Münster 2009 (Westfalen in der Vormoderne), ISBN 978-3-402-15042-9.

mit Juliane Jacobi, Jean-Luc Le Cam (Hg.): Vormoderne Bildungsgänge. Selbst- und Fremdbeschreibungen in der Frühen Neuzeit. Köln, Weimar, Wien 2010 (Beiträge zur historischen Bildungsforschung), ISBN 978-3-412-20492-1.
- mit Stephanie Hellekamps (Hg.): Lehrer an Gymnasien in der frühen Neuzeit. Neue Studien zu Schule und Unterricht 1600–1750. Münster 2014 (Westfalen in der Vormoderne), ISBN 978-3-402-15059-7.